# Nguyễn Ngọc Minh Hy
Nguyễn Ngọc Minh Hy (sinh ngày 01 tháng 08 năm 2001) là một vận động viên Taekwondo Việt Nam. Anh là thành viên đội tuyển Taekwondo Việt Nam

## Sự nghiệp
Trần Hồ Duy, Châu Tuyết Vân, Nguyễn Thị Lệ Kim, Hứa Văn Huy và Nguyễn Ngọc Minh Hy giành huy chương vàng tại Đại hội Thể thao Đông Nam Á 2019 ở nội dung Taekwondo, quyền sáng tạo đồng đội kết hợp.
Nguyễn Ngọc Minh Hy giành huy chương bạc ở nội dung taekwondo quyền sáng tạo cá nhân nam tại Đại hội Thể thao Đông Nam Á 2019 
Năm võ sỹ (3 nam gồm: Hứa Văn Huy, Nguyễn Ngọc Minh Hy và Trần Đăng Khoa; 2 nữ là Châu Tuyết Vân, Nguyễn Thị Lệ Kim) giành huy chương vàng tại Đại hội Thể thao Đông Nam Á 2021 với 7,799 điểm khi tham gia thực hiện bài quyền với nhiều động tác kỹ thuật cao như đá xoay, bay người...
Ngày 12 tháng 5 năm 2023 ở chung kết nội dung quyền sáng tạo đồng đội, Nguyễn Ngọc Minh Hy, Nguyễn Thị Mộng Quỳnh, Hứa Văn Huy, Châu Tuyết Vân, Trần Đăng Khoa đã giành huy chương vàng tại SEA Games 32 

## Thành tích nổi bật

### Thể thao
| Năm  | Giải đấu                         | Nơi diễn ra | Thành tích      | Nguồn |
| ---- | -------------------------------- | ----------- | --------------- | ----- |
| 2019 | Đại hội Thể thao Đông Nam Á 2019 | Philippines | Huy chương vàng | [ 5 ] |
| 2019 | Đại hội Thể thao Đông Nam Á 2019 | Philippines | Huy chương bạc  | [ 2 ] |
| 2021 | Đại hội Thể thao Đông Nam Á 2021 | Việt Nam    | Huy chương vàng | [ 6 ] |
| 2023 | SEA Games 32                     | Campuchia   | Huy chương vàng | [ 4 ] |

### Thành tích
- Huân chương Lao động hạng Nhất (năm 2025)[7]